# 独立广场 (蒙得维的亚)

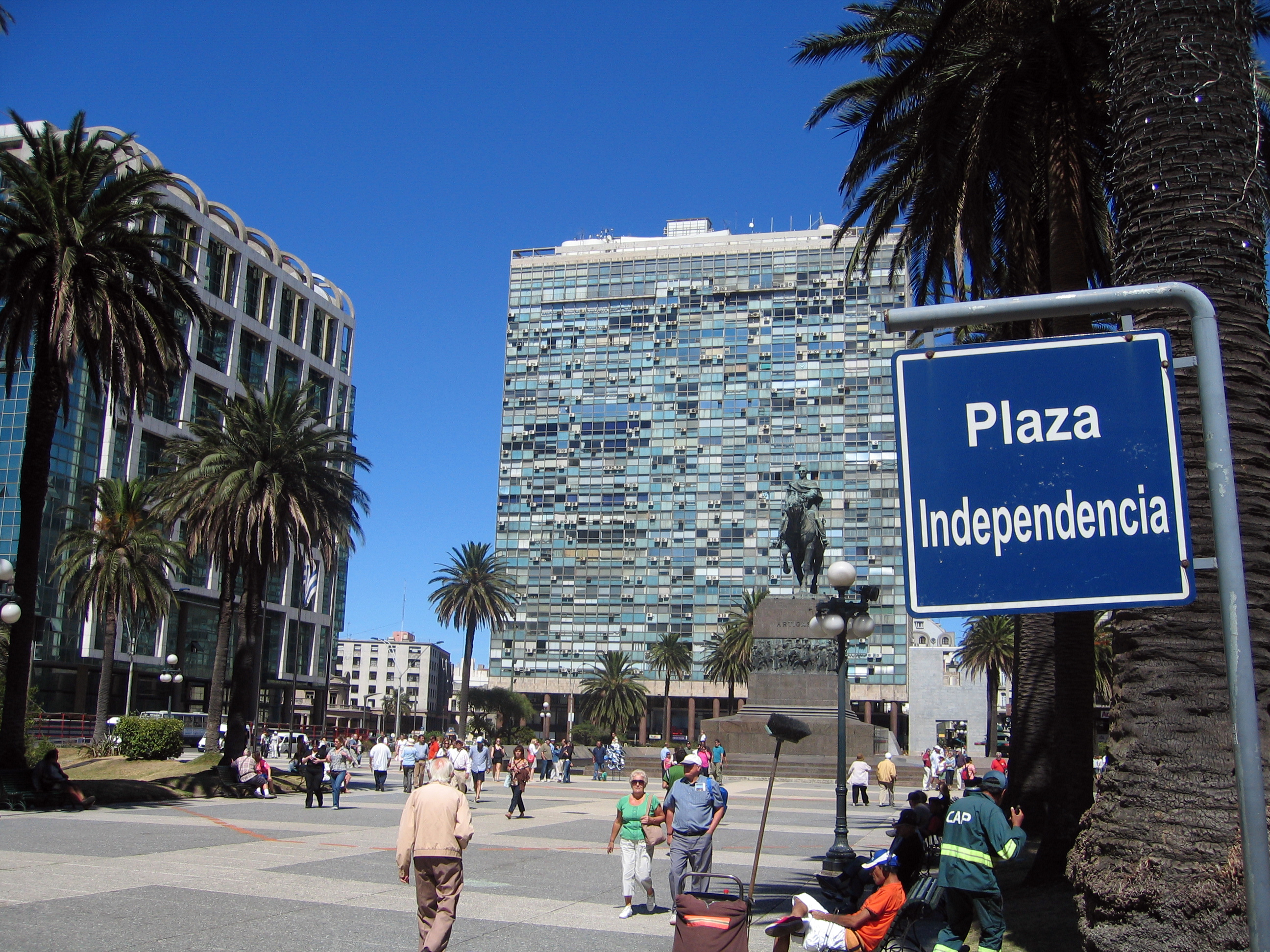
蒙德维的亚独立广场

独立广场（西班牙语：Plaza Independencia）是乌拉圭首都蒙德维的亚最重要的广场，将蒙德维的亚的老城与市中心分开，一侧是城堡入口，另一侧是七月十八日大道的起点。广场中心是阿蒂加斯陵墓。广场周围有许多重要建筑，如索利斯剧院，和乌拉圭总统的工作场所（埃斯特韦斯宫和行政大楼）。萨尔沃宫是广场上的一座有特色的建筑。

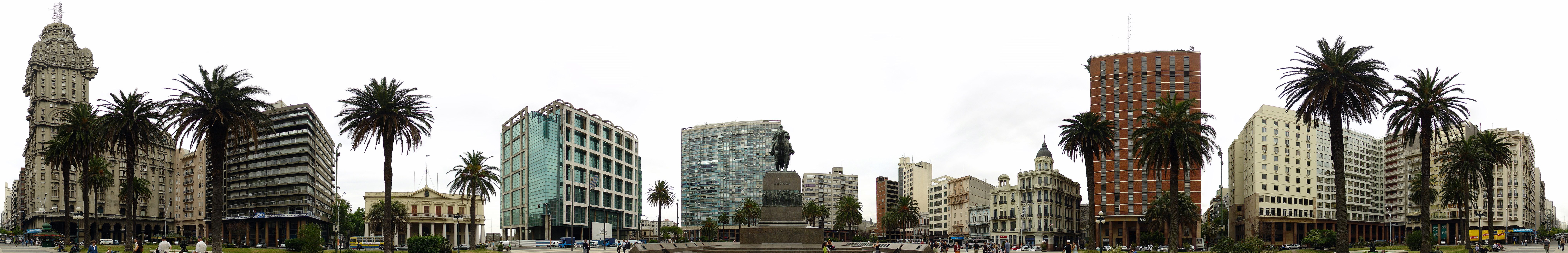
360°全景

34°54′23.4″S 56°11′59.1″W / 34.906500°S 56.199750°W